# Montlandon
Montlandon – miejscowość i gmina we Francji, w Regionie Centralnym, w departamencie Eure-et-Loir.
Według danych na rok 1990 gminę zamieszkiwały 183 osoby, a gęstość zaludnienia wynosiła 64 osoby/km² (wśród 1842 gmin Regionu Centralnego Montlandon plasuje się na 956. miejscu pod względem liczby ludności, natomiast pod względem powierzchni na miejscu 1410.).